# Muhammad Ahmad Isma’il
Muhammad Ahmad Isma’il Abd al-Hamid (arab. محمد أحمد إسماعيل عبد الحميد; ur. 30 lipca 1989) – egipski zapaśnik walczący w obu stylach. Wicemistrz Afryki w 2011 i 2013; brązowy medalista w 2012 i 2013. Siódmy na igrzyskach śródziemnomorskich w 2013. Mistrz Afryki juniorów w 2009 roku.